# دبی اشتام
دبی اشتام (هلندی: Debby Stam؛ زادهٔ ۲۴ ژوئیهٔ ۱۹۸۴) بازیکن والیبال اهل هلند عضو تیم ملی والیبال زنان هلند است.